# Sandra Sterle
Sandra Sterle (Zadar, 1965.), hrvatska vizualna umjetnica. Izražava se u medijima instalacije, multimedije, filma, fotografije i performansa. Njeni se radovi podjednako odvijaju u stvarnim i virtualnim prostorima, u odnosu s kojima ona stvara fluidne identitetske konfiguracije, definirajući nove društvene, biološke i komunikacijske fomate. Izražava se i fizičkim performansom kao medijem izvedbe identiteta unutar klasične definicije performansa, koristeći video, film medijske tehnologije ili izgradnju kompleksnih narativa.

## Životopis
Diplomirala je kiparstvo na Akademiju likovnih umjetnosti u Zagrebu 1989. te nastavila nastavila svoje školovanje na Kunstakademie u Düsseldorfu 1995.-1996. gdje je pohađala je studij Filma i videa u klasi Nan Hoover. Od 1991. do 2001. živi i radi u Amsterdamu gdje aktivno participira na umjetničkoj sceni. Dobitnica je Nagrade za najboljeg mladog video umjetnika na međunarodnom festivalu Video Medeja u Novom Sadu 1997. i Nagrade nizozemske zaklade "Werkburs" 1999. Iste, 1999. godine dobija ArtsLink stipendiju, te radi i boravi u Wexner Centru for the Arts u Columbusu, SAD. Godine 2001. u suradnji s ArtsLinkom dobija stipendiju Ford Foundation i sudjeluje u Franklin Furnace The Future of the Present Programu. Ujedno vodi radionicu na Parsons College of Art and Design u New Yorku zajedno s bosanskom umjetnicom Danicom Dakić s kojom realizira go_HOME projekt u galeriji Location 1. U svojstvu izvanredne profesorice predaje kolegije Performans i video te Umjetnost novih medija na Umjetničkoj akademiji u Splitu.
Radovi su joj uvršteni u važnije retrospektivne izložbe hrvatske video umjetnosti, kao što su “Frame by Frame”, “Personal Cinema Program”, “Insert” te nizozemsku retrospektivu “A Short History of Dutch Video Art”.
Njeni su radovi bili izloženi i prikazani na brojnim međunarodnim umjetničkim institucijama. Jedna je od umjetnica čiji rad je prikazan na izložbi "Vidljive" Muzeja suvremene umjetnosti u Zagrebu, 2023. godine.

## Radovi (odabir)
Otvoreni krug, video, fotografija,1996.-2017.
Kao i neki prethodni radovi, rad Otvoreni krug bavi se Dalmacijom. Umjetnica snima svakih sedam godina počevši od 1996. godine. Odjevena u lik tradicionalne dalmatinske žene i jako našminkana, trči oko maslinova stabla, dok se ne umori do iznemoglosti i sruši. Rad među ostalim govori i o tradicionalnoj dalmatinskoj ženi, njezinoj ulozi u društvu. Nastao je dok je umjetnica boravila na Mljetu. Rad je posveta dalmatinskoj ženi, kakve više gotovo nema, one koja je srasle s prirodom, okruženjem i djelatnostima.
Mučnina, performans, 2008.
Uz ponavljanja pjesme poznatog pjevača zabavne glazbe, Miše Kovača, Dalmatinac nosi lančić oko vrata, umjetnica gura prst u usta i izaziva povraćanje. Performans traje četrdeset minuta. Inspiracija za performans je bila glazba koju je bila prisiljena slušati u vožnji međugradskim autobusom u Dalmaciji. Brojne pjesme, poput ove, koje govore o neraskidivom odnosu prema “rodnoj grudi” i domovini, predstavljaju stereotip o Dalmaciji, implicirajući neraskidivu vezu s tradicijom i patrijarhatom. Svojom izvedbom ona izražava mučninu i nemoć pred opresivnim društvenim mehanizmom, uzimajući ulogu pobunjene jedinke.
Ukazanje djevice Marije, performans, 2011./2012.
U zemljama srednje i istočne Europe, koje su prošle tranziciju, svjedočimo posebnom odnosu vjerskih simbola i društvenih načina akumulacije kapitala. U performansu umjetnica se pojavljuje kao lik Djevice Marije, stojeći na postamentu napravljenom od reklamnih kataloga supermarketa. U jednom se trenu spušta se s postamenta i rasprostire kataloge po podu u obliku križa, po kojem hoda. Ovaj performans, izveden na više načina, poigrava se s tradicionalnom i patrijahalnom slikom žene te propituje vezu novih svetišta - potrošačkih supermarketa i crkve.
Oživjeti nona, instalacija, 2013.
Kroz priču o svom nonu (djedu) Anti Jelenkoviću umjetnica priča o Zadru i Dalmaciji u 20. stoljeću. Izložba se fokusira na umjetničinu praksu biografskog istraživanja i arhiviranja povezanima s dokumentacijom i pamćenjem. Priča se odvija kroz njen odnos s djedom oblikujući nelinearnu filmsku strukturu u cjelinama koje se promatraju kao zasebne ili kao djelovi koji tvore cjelinu.

## Vanjske poveznice
- http://www.kgz.hr/default.aspx?id=4533
- http://www.kontejner.org/nausea
- http://www.galerijagalzenica.info/taxonomy/term/361  Arhivirana inačica izvorne stranice od 8. lipnja 2012. (Wayback Machine)
- http://www.cee-art.com/croatia/sterle-sandra.html  Arhivirana inačica izvorne stranice od 13. veljače 2012. (Wayback Machine) „Here Tomorrow“, Roxana Marcoci
- http://www.obieg.pl/artmix/18317